# 패러매타 FC
패러매타 FC(Parramatta FC)는 1956년에 창단된 오스트레일리아의 축구 클럽이다.

## 선수 명단

### 역대
틀:풋볼 NSW 리그